# Keihässalmi (fartyg)
Keihässalmi (05) var en finländsk minläggare som tjänstgjorde mellan 1957 och 1994. Fartyget tjänade länge som flottans flaggskepp och var ända fram tills Matti Kurkis ibruktagning det största fartyget i Finlands flotta. När sedan Matti Kurki blev i för dåligt skick för att användas, tog Keihässalmi över dess uppgifter som skolfartyg fram tills Pohjanmaa stod färdig. Fartyget genomgick en modernisering år 1971, då bland annat motorer och bestyckning byttes ut. Fartyget var utrustat med en sök- och taktisk radar som opererade på X-bandet.
Fartyget ligger idag vid kaj i Aura å vid sjöfartsmuseet Forum Marinum i Åbo.